# 蔡曉慧
蔡曉慧（英語：TSAI Hiu Wai Sherry，1983年9月4日—），綽號「肌肉」，有「大師姐」及「香港女飛魚」之稱；為香港體育明星，是前香港游泳代表隊女成員；蔡曉慧擅長背泳及混合泳，至今仍保持2項香港游泳紀錄。

## 求學時期
蔡曉慧早年就讀德望學校（小學部），1993年，年屆10歲的蔡曉慧時開始在出名出產傑出泳手的德望學校小學泳隊學習游泳，後在十一歲時因游泳表現佳而轉讀拔萃女書院；2002年中七畢業後到美國加州的橘郡海岸學院就讀；兩年後就讀於美國柏克萊加州大學商學院，期間為該大學泳隊隊長。2008年9月，蔡曉慧在香港中文大學攻讀體育運動科學碩士學位。

## 簡歷
1995年加入香港游泳代表隊，翌年打破第一個香港游泳紀錄；1997年首次代表香港參加國際大型游泳比賽。蔡曉慧於1998年代表香港參加在莫斯科舉行的世界青年運動會取得銀牌，為香港的「零」的突破。

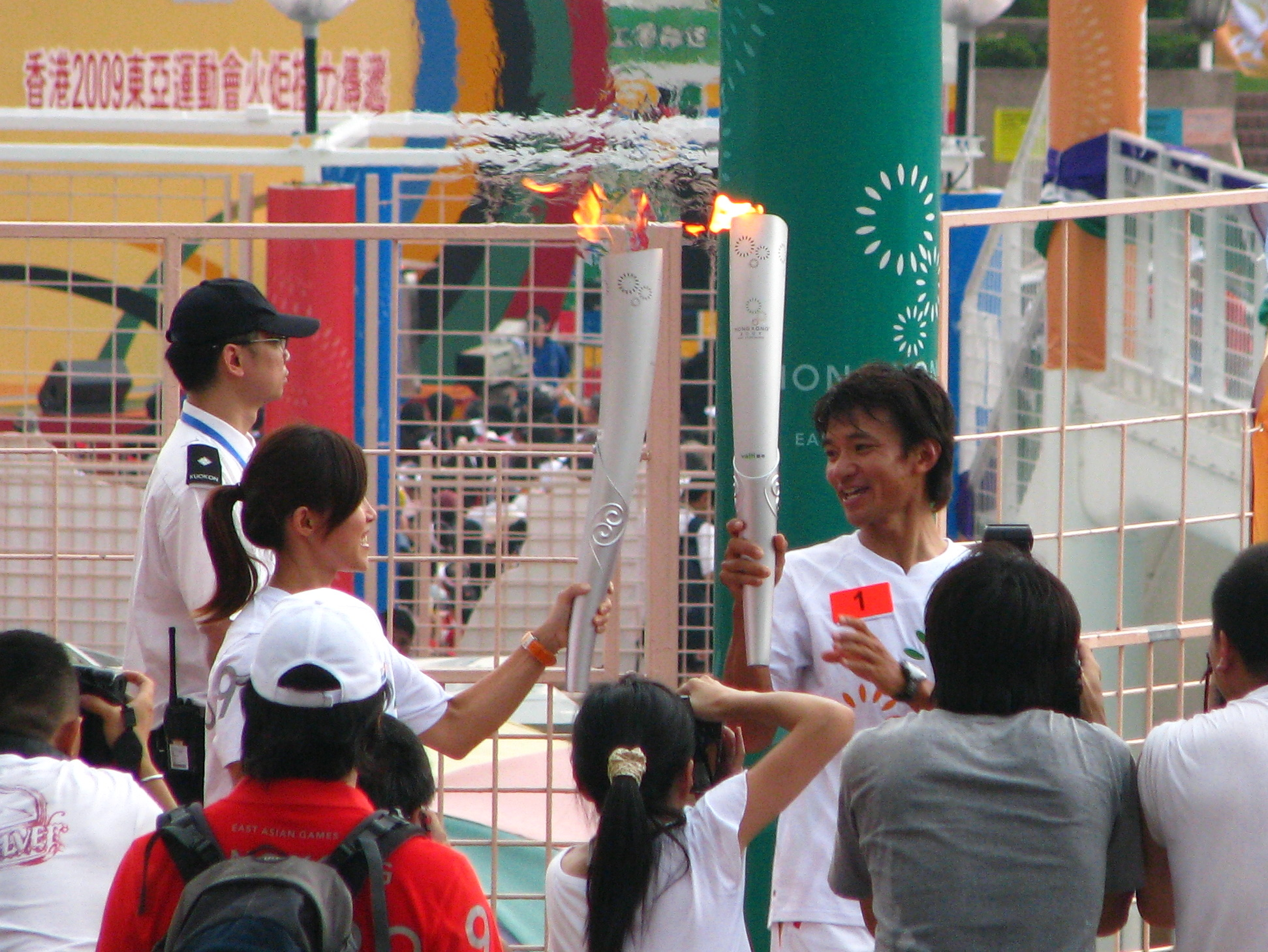
蔡曉慧在黃金寶手中接過東亞運動會聖火

蔡曉慧於2000年的悉尼奧運起連續三屆參加奧運；而她在參加雅典奧運時，更擔任香港代表隊持旗手。2007年，蔡曉慧在澳門亞室運中奪取八面金牌；她所參賽的游泳八個項目中八次刷出七項香港紀錄及亞洲室內運動會的賽會紀錄而成為該運動會中最多金牌及獎牌的運動員。
2008年5月1日，蔡曉慧在北京2008年奧運會香港區火炬接力中成為第117位火炬手傳遞奧運聖火。同年12月，蔡曉慧把香港游泳教練會的「游向北京」計劃的部分獎金及游泳教練和家長捐款成立「蔡曉慧游泳基金」以減輕香港年輕游泳運動員的經濟壓力；該基金於翌年6月首次頒發。

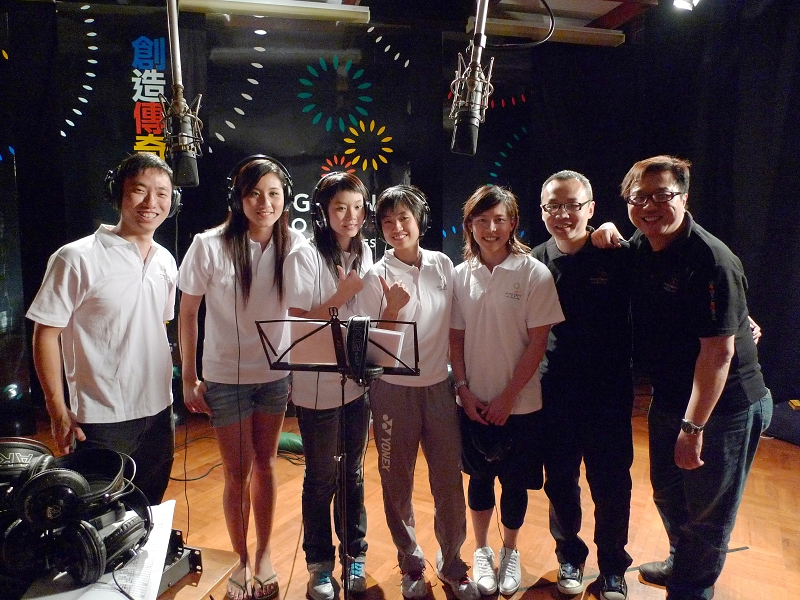
蔡曉慧（右三）與其他香港運動員合作灌錄東亞運動會主題曲。

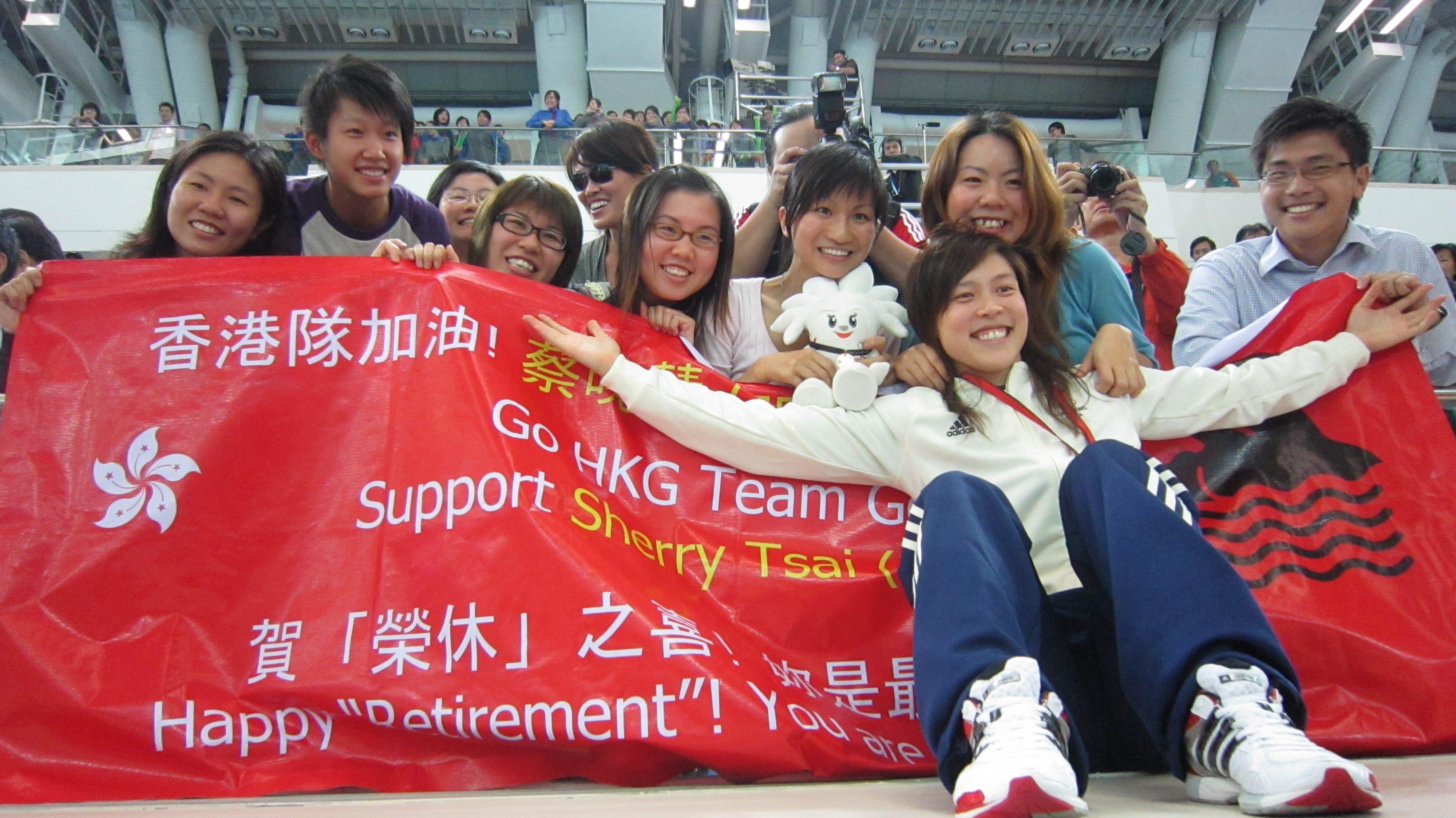
蔡曉慧親友「祝賀」其退役

2009年6月，蔡曉慧的十字韌帶撕裂，但她在完成香港東亞運賽事後才動手術醫治。同年8月29日，蔡曉慧在得到香港業餘游泳總會提名而成為「香港2009東亞運動會火炬接力傳遞」火炬手。蔡曉慧於2009年12月10日在香港主辦的東亞運女子4x100米混合泳接力以破香港紀錄成績奪得銅牌，結束14年運動員生涯。
退役後的蔡曉慧在中國香港體育協會暨奧林匹克委員會工作，以自由身份擔任無綫電視體育節目「體育世界」主持人以及香港體育學院游泳教練，並擔任新加坡青年奧運（香港區）大使。2010年5月，蔡曉慧婉拒香港政府就宣傳政制改革而拍攝名為「起錨」的電視宣傳片。

## 主持節目
- 2009至2018年 ：《體育世界》

## 廣告
- 2011年：《大學生運動會》
- 2011年：選舉事務處《登記做選民》
- 2015年：Olay《香港女飛魚蔡曉慧：成為知性自信女人！》
- 2016年：食環署《綠色殯葬 回歸自然》

## 榮譽及獎項
蔡曉慧曾經獨攬18項香港游泳紀錄，至今仍然是2項香港游泳紀錄保持者；蔡曉慧於1996年及1997年獲得香港游泳教練會「最佳進步獎」；1998年至2001年連續三屆獲選為可口可樂青少年傑出運動員；而1998年至2001年及2006年至2008年合共七次獲得「最佳泳員獎」；2000年時獲選為全港傑出學生運動員，翌年成為歐米茄最佳女運動員。
2006年蔡曉慧獲民政事務局頒授「傑出服務獎狀」；翌年，蔡曉慧獲選為香港傑出運動員。2009年10月17日，蔡曉慧獲香港行政長官曾蔭權頒授行政長官社區服務獎狀；同月，中國香港體育協會暨奧林匹克委員會向獲頒獎狀的蔡曉慧頒贈紀念獎章
2014年蔡曉慧獲選為香港十大傑出青年。

## 游泳紀錄
蔡曉慧現時保持著2項香港的游泳紀錄：
|   |      | 項目                                                         | 時間    | 比賽日期         |
| - | ---- | ------------------------------------------------------------ | ------- | ---------------- |
| 1 | 短池 | 4×100米自由泳接力 （香港隊－江忞懿、蔡曉慧、劉彥恩、施幸余） | 3:42.13 | 2009年11月5日    |
| 2 | 長池 | 4×100米四式接力 （香港隊－蔡曉慧、江忞懿、施幸余、韋漢娜）   | 4:03.07 | 2014年9月20-26日 |

## 外部連結
- （繁體中文） 蔡曉慧的新浪微博
- （繁體中文） 星級教室 背泳 入門篇：蔡曉慧 教 酷爆 背泳 （页面存档备份，存于）
- （繁體中文） 東亞運動會香港體壇創下破紀錄佳績 中大健兒攜手共創傳奇一刻 （页面存档备份，存于）
- （繁體中文） 《獎牌背後》第一集 游泳篇[]
- （繁體中文） 女拔萃 百年校舍的最後一天 （页面存档备份，存于）
- 蔡曉慧 從亞運看身分認同 （页面存档备份，存于）